# 神経言語学的アプローチ
神経言語学的アプローチ（しんけいげんごがくてきアプローチ、英:neurolinguistic approach、仏:approche neurolinguistique、略称：ANL）とは、学校教育の現場で第二言語や外国語（以下両者をまとめて「外国語」と表記）の教育・習得に用いられる指導法で、実際に会話と読み書きの両方でコミュニケーションが取れる能力を養うことを重視する。カナダでは「インテンシブ・フランス語」(FI)の名でも知られている.

## 背景
近年、教育神経科学がその影響力を増す中で、ANLはカナダのクロード・ジェルマン(Claude Germain、ケベック大学モントリオール校言語教育学科)とジョン・ネッテン(Joan Netten、ニューファンドランド・メモリアル大学教育学部)によって考案されたフランス語指導法。
ANLの主な理論的根拠は、ミシェル・パラディ(Michel Paradis、マギル大学およびケベック大学モントリオール校認知科学研究所)の研究(1994, 2004, 2009)、ニック・エリス(Nick Ellis、ミシガン大学複雑系研究センター)の研究、そしてノーマン・セガロヴィッツ(Norman Segalowitz、コンコルディア大学TESOLセンター(モントリオール))の研究(2010)であり、そこにはまた社会的相互作用についてのヴィゴツキー(1997)の考え方の影響も認められる。
人が実際にコミュニケーションを行うためには、明示的知識と暗示的能力と呼ばれる二つの要素が必要である。前者は外国語の仕組みをはっきりと意識し、文法の規則や語彙を知識として知っていることを指すのに対し、後者は外国語を話す際に、考えなくても自然に言葉が出てくるような状態を指す。
ANLの特徴は、この二つを峻別し、教室の中でそれらを別々のやり方で発達させなければならないと考える点にある。この点はパラディ(1994, 2004)とエリス(2011)の研究に依拠している。実際パラディの神経言語学研究では、両者は以下のようにはっきりと区別されている。すなわち明示的知識とは、自分でも意識することのできる外国語についての知識であり、学習者に気づかせたり教師が説明したりすることを通して習得されるのに対し、暗示的能力は本当のコミュニケーション状況の中で実際に外国語を使うことによってしか身につけることはできず、しかもその能力の獲得は本人が意識しないままに起こるのである。
ANLでは明示的知識を外文法(がいぶんぽう)と呼ぶのに対し、暗示的能力を内文法(ないぶんぽう)と呼んでいる。後者の実体は、脳内の同じ経路が何度も繰り返し使われることによって形成される神経細胞(ニューロン)結合のネットワークに他ならない。したがってそれは明文化されたルールのようなものではなく、ある種の言語パターンが統計的に高い頻度で現れるという意味での規則性と言うことができよう(Paradis, 2004; Ellis, 2011)。パラディの神経言語学研究の結果、明示的知識(外文法)は「宣言的記憶」に属すのに対し、暗示的能力(内文法)はむしろ「手続き記憶」に属しており、しかも両者の間に直接的なつながりはないということが明らかにされている(Germain et Netten,2013a)。
外文法は教室の中である程度効果的に教えられているが、内文法についてはそうとは言えない。だからこそ、現在広く行われている方法やアプローチに基づいた外国語教育の授業を受けても、ほとんどの生徒が外国語で自然にコミュニケーションが取れるようにはならないのである。このことは実は、コミュニカティヴ・アプローチを標榜しているプログラムにも当てはまる。これらのプログラムが十分な成果を挙げていないのは、その理論的主張とは裏腹に、実際には話し言葉の本質である暗示的能力を身につけさせる前に、まず明示的知識(文法の規則や、ほとんど常に書き言葉に基づいた知識)を覚えさせようとしているためである(Germain et Netten, 2013b)。

## 基本五原則
ジェルマンとネッテンによって考案されたANLは、五つの基本原則に基づいている(Germain et Netten, 2011, 2012a; Netten et Germain, 2011)。それらの目的は、生徒がまず最初に自然に話せるようになり、その後で読み書きの練習の中で外国語についての明示的知識を用いることができるように、必要な条件を教室の中で作り出すことである(Germain et Netten, 2013b)。

### 内文法(暗示的能力)の獲得
生徒の暗示的能力を養う、つまり手続き記憶の中にニューロン結合を発達させるためには、限られた数の言語パターンを何度も繰り返し使わせる必要がある。そのような環境を授業で実現するため、ANLでは学習ユニットごとに、コミュニケーション機能を三つないし四つに絞って盛り込んでいる。それらの機能は互いに関連しており、ユニット全体のテーマとも結びつくものとする。まずはコミュニケーション機能を一つ一つ取り上げ、それをいくつかの異なる状況の中で使って、生徒同士で実際に自分のことについて短い会話を行わせる。
そして最後にそれらの機能を組み合わせて、そのテーマについてより複雑な議論を行わせるのである。こうすることにより、実際の状況に結びついた形で話し言葉を習得することが可能になる。実は言葉というものは、それが使われる具体的な状況の中で習得してはじめて、それとは異なる状況の中でも使いこなせるようになるのであり、文脈から切り離してただ闇雲に暗記しても実際には役に立たないということが、認知神経科学におけるセガロヴィッツの最近の研究、特に「適切転移の原理(PTA)」によって確かめられている(Segalowitz, 2010)。

### リテラシーを軸とした展望
リテラシーは通常、言葉を使って自分を取り巻く環境を理解したり解釈したりする能力と解されている。そのリテラシーを外国語教育の軸に据えることにより、教師も外国語教育とは知識よりも能力を発達させることだと考えることができるようになる。さらにそれは、読み書きよりも先にまず話す能力を育成すべきだということを意味し、この点は最近の神経教育学の研究(Hucet Smith, 2008)によっても裏付けられている。読解のテキストも作文のテーマも、最初にオーラルで練習したのと同じテーマを扱うものとし、オーラルと同じ言語パターンを読み書きでも使わせるようにする。読み書きも直接外国語で教え、翻訳は行わない。教え方としては、リテラシーを発達させるために母語教育で用いられる方法と共通点も多いが、そこには若干の修正が必要である。例えば読んだり書いたりする前の準備段階として、オーラルの練習をより丁寧に行うことが重要になるだろう。
母語で読み書きを習う場合に比べて、外国語でリテラシーを養成する際は生徒の内文法ははるかに未発達だという点を考えれば、それは避けられないプロセスである(Germain et Netten, 2005, 2012, 2013b)。またリテラシーを軸に据えることにより、外文法を教える際にも、まずオーラルでそれを使った後で、現実の状況に即した形で取り上げる(読解テキストの中に出てくる文法事項を観察し、自分で文章を書く時にそれを使う)ことが可能になる。

### プロジェクト型教授法
内文法を身につけさせるためには、言葉そのものよりも伝えられるメッセージの方に注意を向けさせなければならない。なぜなら内文法は、無意識的に(すなわち言葉の形態に意識的に注意を向けることなしに)しか獲得することはできないからだ(Paradis, 1994, 2004, 2009)。学習ユニットの内容は、いくつかのミニ・プロジェクトからファイナル・プロジェクトへと至る一連の構成とすることで、意味のある状況を作り出し、生徒にも面白くかつ認知レベルの高いタスクが作りやすくなる。それぞれの学習活動が互いに関連し合い、しかも生徒たちの積極的な参加を必要とするようなプロジェクトを実現させることによって、言語学習の成功に必要な脳の他のメカニズムにも働きかける(Paradis, 2004)。しかもこうした編成により、各ユニットで扱う言語パターンを生徒に何度も繰り返し使わせることができると同時に、教師は扱う言語パターンやタスクの難易度を徐々に上げながら学習を進めさせることができる。

### 本物のコミュニケーション状況
考えなくても自然に口から言葉が出てくるようになるためには、実際にコミュニケーションを行う以外に方法はない。レベルや内容をあらかじめ調整された練習問題を解いたり、会話文を丸暗記したりしても、そのような能力を身につけることはできない(R.Ellis, 1997)。このようなやり方で覚えた言葉は、何よりもまず言葉の形態を強調して宣言的記憶に蓄積されるからである。また「適切転移の原理」(Segalowitz, 2010)により、この種の知識は実際に使われる状況と十分に関連付けられていないために、いざコミュニケーションを行うという段になると、脳がそれを取り出して活用することができないのである。さらに、本当のコミュニケーションだけが、実際に言語獲得が生じるために必要な脳の他のメカニズム(例えばモチベーションに関わるもの)に働きかけることができる(Paradis, 2004)。したがって、ANLでは教室で行われるコミュニケーションはすべて本物である。教師は実際にはあり得ないような質問をすることはなく、生徒の答えも必ず彼らの現実の状況に即したものである。コミュニケーションは常に外国語で行われる。

### インタラクションの活用
生徒同士で外国語で質問したり答えたりすること(インタラクション)は、内文法を発達させて自然にコミュニケーションが取れるようにするためには不可欠である。ANLでは、生徒同士のインタラクションをできるだけしやすくするために、5段階に分けて話す訓練をさせると同時に、学習ユニット全体を通して、二人組や少人数のグループでの活動を積極的に行わせるようにしている。確かに生徒たちは、求められたタスクを行うために必要な言語パターンをあらかじめ習って使えるようになってはいるのだが、彼ら自身の考えを表現しているという意味において、そのやり取りはやはり本物である。その他にもANLに特有の教え方がいくつかある。たとえば生徒は新しい言語パターンを習得する際、文の一部ではなく完全な文章の形で答えなければならない。そうすることによって、内文法がより構築されやすくなり、外国語が自然に話せるようになるからだ。またANLでは、生徒が話す外国語の中に間違いがあればその場で訂正し、もう一度正しい表現を使って文章全体を言い直させることにしている。それによって内文法の正確さを確保するためである(Lyster, 1998)。口頭で間違いをその都度訂正することが、内文法の育成にとって、言わば文法規則を教えることの代わりになっているのだ。ANLでは読み書きを教えるために8つのストラテジーを用いている。
現時点(2014年)では、ANLを適用した教育プログラムは二つある。それはカナダの「インテンシブ・フランス語」と、中国の大学でのフランス語学習プログラムである。「インテンシブ・フランス語」は5年生と6年生(11歳から12歳)の生徒を対象として始められ、高校卒業時まで続けられる。このプログラムは1998年にニューファンドランド・ラブラドール州で初めて導入されて以来、カナダのほとんどすべての州および準州に広まっている(フランス語話者が多数派を占めるケベック州には「インテンシブ英語」がある。これは「インテンシブ・フランス語」と似てはいるが、ANLの五原則に基づいている訳ではないため、全く同じものではない)。これまでに「インテンシブ・フランス語」に参加した生徒の数は6万2千人を超えている。また中国では2010年以降、19歳前後の若者を対象として、広東省の華南師範大学でANLに基づいたフランス語教育が行われている。この教育プログラムは、中国の他の教育機関だけでなく日本でも高い関心を集めている(Gal Bailly, 2011 ; Ricordel, 2012)。
以上の二つのプログラムは、ANLの共同考案者ジェルマンとネッテンの指導の下に開発されたものである。その他にも現在カナダでは、ANLを適用した教育プログラムの開発が他の専門家たちによって進められている。具体的には、ユーコン準州やノース・ウエスト準州、またサスカチュワン州やプリンス・エドワード・アイランド州で、ファースト・ネーションズ(先住民族)の言語を教えることを目的としたプログラムがあり、またケベック州のジェームズ湾地域では、英語やフランス語、クリー語を教えるためのプログラムがある。ケベック大学モントリオール校で最近行われたフランス語話者に対するスペイン語教育の試みが示唆しているように、ANLの五原則に適合するカリキュラム・リソースなら、何語であろうと自然にコミュニケーションが取れる能力を養うことができるのである。